# ゲオルク・ベンダ

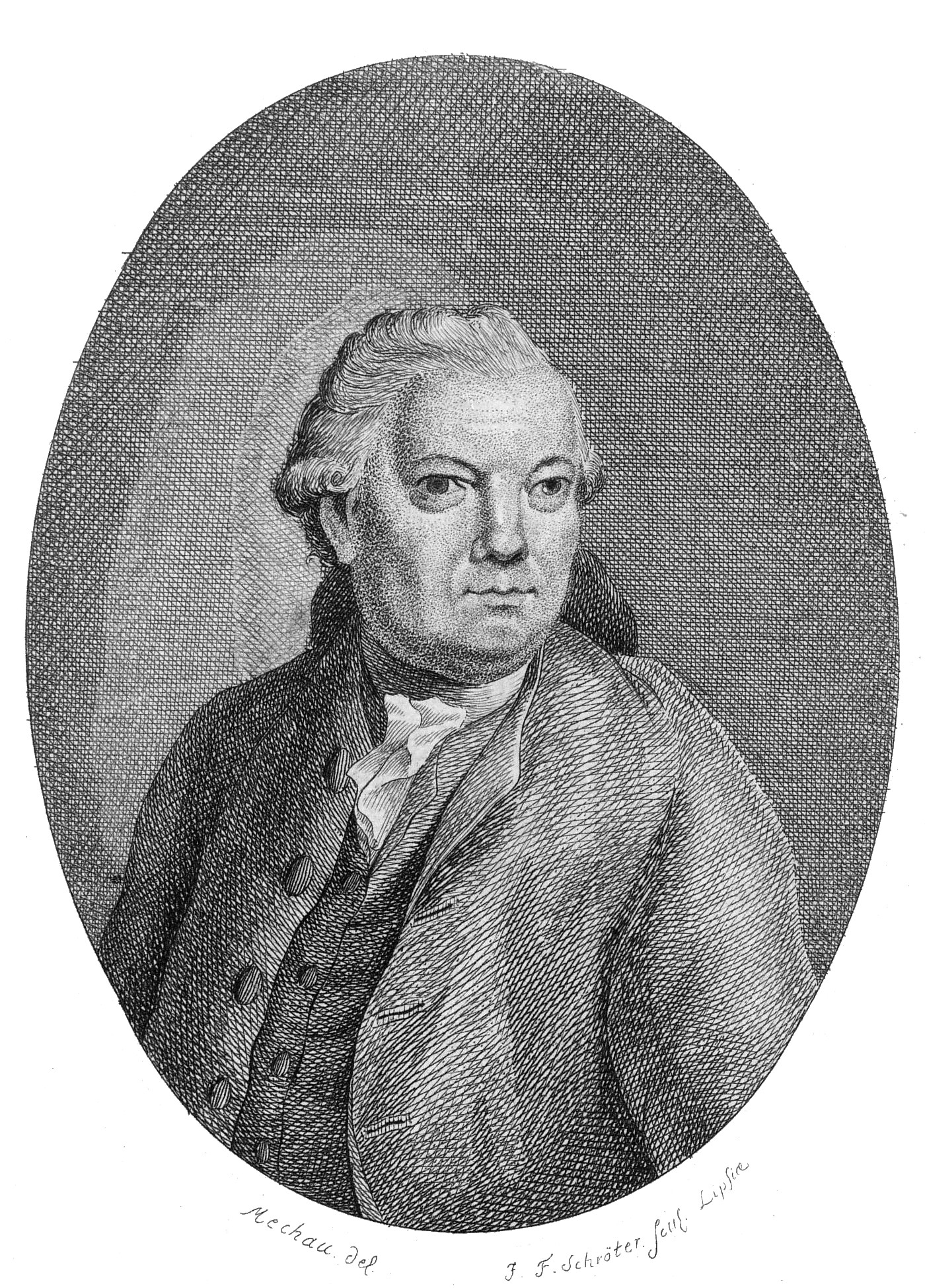
ゲオルク・アントン・ベンダ

ゲオルク・アントン・ベンダ（Georg Anton Benda, 1722年6月30日 スタレー・ベナートキー - 1795年11月6日 ケストリッツ）は、前古典派音楽を代表するチェコ系ドイツ人の作曲家。有名な音楽家一族の出身。チェコ語によってイジー・アントニーン・ベンダ（Jiři Antonín Benda）とも表記される。

## 生涯
兄フランツ・ベンダによって1742年にポツダムに楽師として招かれるが、1750年に自らの意志でゴータに転出して宮廷楽長に就任した。ゴータ公より学資金を得てイタリアに留学。
息子のフリードリヒ・ルートヴィヒ（1752年～1796年）は、ハンブルクとメクレンブルクの音楽監督をつとめ、最後にケーニヒスベルクに楽長として転出した。

## 作品
とりわけ劇音楽の分野で成功を収め、メロドラマはモーツァルトに影響を与えた。器楽曲も遺している。主要な作品に以下のようなものがある。
- イタリア語オペラ《 Xindo riconnosciuto》1765年
- 二重唱のためのメロドラマ《ナクソス島のアリアドネー Ariadne auf Naxos》1775年
- 二重唱のためのメロドラマ《メデア Medea》1775年
- ジングシュピール《村の市場 Der Dorfjahrmarkt》1775年
- ジングシュピール《ロミオとジュリエット Romeo und Julie》1776年
- ジングシュピール《 Walder》1776年
- 二重唱のためのメロドラマ《ピュグマリオン Pygmalion''》1779年